# 湯沢紀保
湯沢 紀保（ゆざわ みちやす、1954年1月1日 - ）は、東京都出身の俳優、演出家。仕事所属。本名同じ。

## 人物
高校生時代は親に内緒でボクシングに凝っていたが、反則のパンチが目に当たって視力を悪くしたためにボクシングの道は断念。たまたま観たアメリカ映画に出演しているヒーローたちの生き方に共鳴したことで、演劇の道へ進む。
桐朋学園芸術科演劇専攻卒業。1975年、劇団俳優座に所属。初舞台は1975年5月、千田是也演出の『虫たちのゴールデンウィーク』。1985年より株式会社仕事に所属。
身長170cm。体重58kg。血液型B型。
特技はドラム、ボクシング（1978年当時も役者業の傍ら、トレーニングのためジムに通っていた）、タップダンス。
趣味は映画・演劇鑑賞、ジャズ鑑賞。好きな俳優は高倉健（出演映画は全部観ているとのこと）。仲代達矢を先輩として敬愛している（いずれも1982年時点で公表していたプロフィール）。
母は女優の野中マリ子。父はプロデューサー。

## 出演作品

### テレビドラマ

#### NHK
- 連続テレビ小説 / マー姉ちゃん（1979年） - 島村正史
- 銀河テレビ小説
  - 太郎の青春 第20話（1980年） - 藤原俊夫
    - 太郎の卒業（1981年）

  - がんばったンねん（1983年）
- 大河ドラマ
  - 峠の群像 第49話「大石勝った」（1982年） - 英次
  - 武田信玄（1988年） - 修三

#### 日本テレビ
- 青春ド真中!（1978年） - 小池信男
- 太陽にほえろ! 第404話「鍵のかゝった引出し」（1980年）
- あさひが丘の大統領 第19話「教師の彼女と女生徒の彼氏!?」（1980年）
- 火曜サスペンス劇場 / バカンスは死の匂い（1982年）
- 木曜ゴールデンドラマ / 妻と子を返せ!（1983年）
- ジャングル（1987年）
  - 第2話「バラバラ事件・その2」
  - 第12話「警察官蒸発」
  - 第13話「逮捕のあと」
  - 第19話「傷痕」
  - NEWジャングル（1988年）
- ハロー!グッバイ 第19話「刑事・最後の聖戦」（1989年）

#### TBS
- 花王 愛の劇場
  - 下町の空（1981年） - 良介
  - めだかの歌（1983年） - 俊
  - 殉愛（1988年）
- ああ離婚（1982年） - 谷口
- 出逢い・めぐり逢い（1983年） - 久礼伸夫
- 大型時代劇スペシャル / 愛に燃える戦国の女－豊臣家の人々より－（1988年）

#### フジテレビ
- 夫の居ぬ間 第28話「おしゃれ出張」（1963年）
- 愛ってなんですか（1979年）
  - 第1話「サチコとアキラの新婚記」
  - 第2話「愛ってなんですか」
- ゴールデンドラマシリーズ / 陽はまた昇る 第11話「愛と希望と」（1979年） - 隆司
- 江戸の朝焼け 第4話「路地裏育ち」（1980年）
- ライオン午後のサスペンス / 私は許さない（1984年）
- 金曜ドラマシアター / 松本清張作家活動40年記念・球形の荒野（1992年）
- イマジン 第1話「私はママの召し使いじゃない」（2000年）

#### テレビ朝日
- 赤穂浪士（1979年） - 大石主税
- 江戸の朝焼け 第4話「路地裏育ち」（1980年）
- 宇宙刑事シャイダー 第14話「恋のミュータント」（1984年） - ジミー北原
- 朝日放送創立35周年記念「女のたたかい 会津そして京都」（1985年）
- 土曜ワイド劇場
  - 迷探偵記者羽鳥雄太郎と駆け出し女刑事シリーズ 第1作「飛騨高山に女の幽霊を見た!」（1985年）
  - 渓流釣りシリーズ
    - 第6作「殺意の朝日連峰」（1989年）
    - 第7作「伊豆下田 寝姿山で待つ女」（1992年）
- 暴れん坊将軍VI 第44話「涙を抱いた花乙女」（1995年） - 武井邦之助

#### テレビ東京
- 江戸中町奉行所（1990年）

#### 中国放送
- 毛利元就～その虚と実と 前編・後編（1983年）

### 映画
- せんせい（1983年） - 小峰信彦（10年後）
- 月光の夏（1993年、仕事）

### 舞台
- 夏の夜の夢（1981年、劇団俳優座・松竹）
- アニー（1991年）
- お気に召すまま（劇団俳優座）
- シラノ・ド・ベルジュラック（無名塾・仕事）
- リチャード三世（無名塾・仕事）
- ブギよさらば（劇団おぺらはうす・本多劇場）
- 淀かおる一人ミュージカル 「ノニ先生」（モーツァルト・サロン）
- オーケストラの少女（劇団樹座・青山劇場）
- WINDOW（少年隊ミュージカル・青山劇場）
- 時の崖
- 修羅の旅して

## 演出作品
- PLAYZONE'93 WINDOW（1993年、青山劇場)